# Nova Delphini 2013
Nova Delphini 2013 (prvotni naziv: PNV J20233073+2046041) je sjajna nova koja je uočena u zviježđu Dupin 14. kolovoza 2013.. Novu je otkrio japanski astronom amater Koichi Itagaki dok je imala sjaj magnitude 6.8. Najveći sjaj, od 4.3 magnitude, je dosegnula 16. kolovoza 2013. oko 08:00 UT. Nova Del 2013 je druga najsjajnija nova u 21. stoljeću nakon V1280 Scorpii, koja je eksplodirala u veljači 2007. godine. Naknadnim provjeravanjem Nova Del 2013 uočena je prvi put na snimcima snimljenim 11. kolovoza ali tada je bila tamnija od 10. magnitude.
Vjeruje se kako je nova prije eksplozije bila zvijezda sjaja 17. magnitude, što znači da se njen sjaj povećao 120.000 puta. Udaljenost nove nije još pouzdano poznata, već se procijenjuje na oko 3 do 4 tisuće pc. Nova Del 2013 se ponašala kao "brza nova", tj. njen sjaj je opao za 3 magnitude u periodu kraćem od 150 dana. Početkom listopada 2013. nova je imala sjaj od 10. magnitude što je oko 200 puta manje od maksimalnog sjaja.
Najsjajnija poznata nova je poznata pod nazivom V603 Aquilae i eksplodirala je 1918. godine, pritom dosegnuvši sjaj od -1.4 magnitude što je usporedivo sa sjajem zvijezde Sirius, prividno najsjajnije zvijezde na noćnom nebu.

## Poveznice
- Snimili smo eksploziju Nove zvijezde!  Arhivirana inačica izvorne stranice od 23. kolovoza 2013. (Wayback Machine)
- Bright Nova in Delphinus  Arhivirana inačica izvorne stranice od 15. kolovoza 2013. (Wayback Machine)